# Otto Stapf
Otto Stapf (23 marzo 1857 – 3 agosto 1933) è stato un botanico austriaco.
Dopo essersi formato all'università di Vienna, nel 1890 si trasferì a Londra presso i Kew Gardens, divenendo successivamente membro della Royal Society. Nel 1927 fu insignito della Medaglia Linneana.
Nel 1931 ricevette la Veitch Memorial Medal della Royal Horticultural Society.

## Alcune opere
- Botan Ergebnisse der Polakschen Expedition nach Persien, Memoirs of the Imperial Academy, Vienna, 1885-1886.
- Beitrage zur Flora v Lycien, Carien u Mesopotamien, ibid, 1885-1886.
- Die Arten der Gattung Ephedra, ibid, 1889.
- Pedaliaceae and Martyniaceae, Engler u Prantl Naturliche Pflanzen-familien, 1895.
- Flora of Mount Kinabalu in North Borneo, Trans Linn Soc, 1894.
- Melocanna bambusoides, ibid, 1904.
- Structure of 'Sararanga sinuosa' , Journ Linn Soc, 1896.
- Dicellandra and Phaeoneuron (ibid, 1900)
- Monograph of the Indian Aconites, Annals, Royal Botanic Garden, Calcutta, 1905.
- Apocynaceae, Flora of Tropical Africa, 1904.
- Gramineae, Flora Capensis, 1897-1900.
- Lentibulariaceae, ibid, 1904
- Pedaliaceae, ibid, 1904.